# Smokey és a bandita 3.
A Smokey és a bandita 3. (eredeti cím: Smokey and the Bandit Part 3) 1983-ban bemutatott amerikai akcióvígjáték, melyet Dick Lowry rendezett, a Smokey és a bandita-trilógia befejező részeként. A főbb szerepekben Jackie Gleason, Jerry Reed, Paul Williams, Pat McCormick, Mike Henry és Colleen Camp látható. Az első két rész főszereplője, Burt Reynolds csak cameoszerepben tűnik fel a film végén.
Az 1983. augusztus 12-én bemutatott film bevételi és kritikai szempontból is megbukott. 

## Cselekmény
Kis és Nagy Enos Burnette fogadást ajánl a nyugdíjba vonuló Buford T. Justice (az első szinkronváltozatban Igazságosztó Bulldog) seriffnek: ha képes elszállítani megadott időn belül egy cápaszobrot Miamiból Austinba, 250 ezer dollárt nyer, ellenkező esetben elveszíti jelvényét. Buford először visszautasítja ezt, de beleunva a nyugdíjas életbe, mégis rááll a dologra. Buford a cápával és fiával, Juniorral együtt útnak indul. Enosék számos csapdát állítanak útközben, de képtelenek feltartani a seriffet. Felbérelik Cledus "Hóember" Snowt, hogy önmagát Banditának elmaszkírozva tegyen keresztbe Bufordnak. Hóember egy új, 1983-as Pontiac Trans Am autóval neki is vág a küldetésnek.
Cledus felvesz az autójába egy Dusty Trails nevű nőt, aki egy használtautó-kereskedőnek dolgozott, de megunta munkáját. Az ál-Bandita ellopja a cápát Bufordéktől és vad autós üldözés veszi kezdetét, miután a seriff azt hiszi, régi riválisa bukkant fel ismét. A hajsza egy vidámparkban és egy szexhotelben is folytatódik. Bufordék rövid időre visszaszerzik a cápát, de egy tekintélyes izomzatú, nimfomániás nő is kiszemeli magának a seriffet. Másnap Burnette-ék defektet okoznak Buford autóján, Cledus megkaparintja az értékes szobrot, ezután egy naturista kemping is helyszínt ad az üldözésnek. Burnette-ék egy aláaknázott mező segítségével szinte teljesen megsemmisítik a seriff autóját, amiből csak a motor és az alváz marad épségben. 
Hóember szándékosan lelassít, alkalmat adva Juniornak, hogy megszerezze a cápát és apjával együtt megnyerjék a fogadást. Buford ünneplés közben meglátja Cledust, és a valódi Banditát képzeli oda helyette. Először le akarja tartóztatni, de aztán rájön, ezután ismét az unalmas nyugdíjas tevékenységek várnának csak rá. Egymástól függetlenül "Bandita" és a seriff is arra a következtetésre jutott, hogy szükségük van egymásra, mert értelmet adnak egymás életének. Buford öt perc előnyt ad vetélytársának a menekülésre. Tina kirángatja Juniort a romos autóból és ő száll be helyette. Buford gázt ad, miközben Junior szalad a kocsi után, elszórva a nyereménypénzt (az első rész végéhez hasonlóan).

## Szereplők

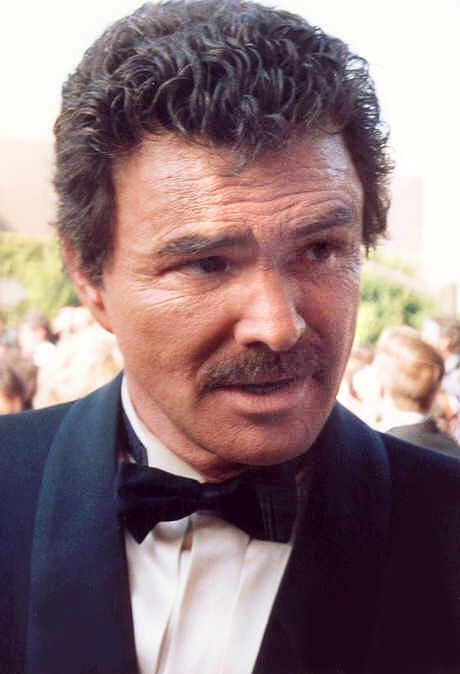
Burt Reynolds, az első két film főszereplője ebben a folytatásban csak cameoszerepben tűnik fel

| Szerep                                          | Színész        | Magyar hang        | Magyar hang        |
| Szerep                                          | Színész        | 1. szinkron        | 2. szinkron (2010) |
| ----------------------------------------------- | -------------- | ------------------ | ------------------ |
| Igazságosztó Bulldog / Buford T. Justice seriff | Jackie Gleason | Gruber Hugó        | Faragó András      |
| Cledus "Hóember" Snow / "Bandita"               | Jerry Reed     | Tarján Péter       | Forgács Péter      |
| Enos "Kis Enos" Burdette                        | Paul Williams  | Kapácsy Miklós     | Csőre Gábor        |
| Enos "Nagy Enos" Burdette                       | Pat McCormick  | Kardos Gábor       | Papp János         |
| Junior Justice                                  | Mike Henry     | Juhász György      |                    |
| Dusty Trails                                    | Colleen Camp   | Kisfalvi Krisztina |                    |
| Tina                                            | Faith Minton   | Ullmann Zsuzsa     |                    |
| igazi "The Bandita" Darville                    | Burt Reynolds  | Vass Gábor         | Sörös Sándor       |

## A film készítése
1982-es újságcikkekben felröppent a hír, miszerint Jackie Gleason alakítja majd a seriffet és a Banditát is a Smokey Is the Bandit című, készülő filmben. Egyes források szerint a tesztvetítések nézőit összezavarta ez a változat, ezért elvetették az ötletet és részben újraforgatták a filmet.

## Kritikai visszhang
A film gyenge kritikákat kapott. A Rotten Tomatoes-on hat kritika összegzése alapján mindössze 17%-os értékelésen áll.
Janet Maslin, a The New York Times újságírója kritikájában megjegyzi: „A Smokey és a bandita 3. eleve szűkös játékidejébe belegyömöszöltek egy nyitómontázst a korábbi filmek jeleneteiből, köztük felvételeket Burt Reynoldsról, aki egy zebracsíkos függőágyban henyél. Érthető módon vigyorog, hiszen teljes egészében kihagyhatta a 3. részt. Hogy mit is hagyott ki? Egy végeérhetetlen autósüldözést buta kaszkadőrmutatványokkal és meg butább párbeszédekkel, valamint a női ruhát viselő Paul Williams kihagyásra érdemes látványát.”

## Fordítás
- Ez a szócikk részben vagy egészben  a   Smokey and the Bandit Part 3 című angol Wikipédia-szócikk ezen változatának fordításán alapul.  Az eredeti cikk szerkesztőit annak laptörténete sorolja fel. Ez a jelzés csupán a megfogalmazás eredetét és a szerzői jogokat jelzi, nem szolgál a cikkben szereplő információk forrásmegjelöléseként.